# Konstantin Andrejanowitsch Skatschkow
Konstantin Andrejanowitsch Skatschkow (russisch Константин Андреянович Скачков; * 1821; † 1883) war ein russischer Diplomat und Sinologe. Seine Sammlung chinesischer Bücher und Manuskripte, die er in China erwarb, bildete den Grundstock der Sammlung der Russischen Staatsbibliothek (Lenin-Bibliothek).